# داني بطل العالم
داني بطل العالم هي رواية أطفال للكاتب روالد دال،أدرجت مجلة التايم الرواية في قائمتها لأفضل 100 كتاب للشباب في كل العصور.